# Adémar de Chabannes
Pour les articles homonymes, voir Adhémar et Chabannes.
Adémar de Chabannes ou Adémar, Ademarus Engolismensis, né vers 989 dans la Creuse et mort en 1034 en Palestine, est un moine, chroniqueur et compositeur franc du Moyen Âge de l'abbaye Saint-Martial de Limoges.

## Biographie
Il naît probablement en 989, vraisemblablement dans le village de Chabannes, près de Châteauponsac, issu d'une branche cadette d'une famille noble du Limousin. Il est l'arrière petit-neveu de Turpin d'Aubusson, évêque de Limoges.
Très jeune, ses parents l'envoient à Angoulême, au monastère de Saint-Cybard, qu'il quitte ensuite pour celui de Saint-Martial à Limoges, où il poursuit ses études. Revenu à Saint-Cybard, il est ordonné prêtre et devient l'un des plus influents personnages du monastère dont il dirige les activités intellectuelles. C'est là qu'il commence à rassembler les matériaux qui nourriront ses chroniques.

Vers 1025, il se consacre à la rédaction d'une chronique d'Aquitaine, qu'il couple très vite à sa chronique des Francs. Il parle des derniers raids vikings qui se déroulent dans la région.
« En ce temps là [entre 1003 et 1013], une foule immense d'homme du Nord venus du Danemark et d'Irlande aborda Port-Aquitain [probablement près de Saint-Michel-en-l'Herm] avec une flotte innombrable. Et comme leurs ancêtres l'avaient fait, ils tentèrent de désoler et de réduire en captivité l'Aquitaine entière. »
La destruction du bâtiment du Saint-Sépulcre à Jérusalem (Palestine) par le calife fatimide et chiite Al-Hakim bi-Amr Allah, le 18 octobre 1009, donne l'occasion à Adémar de Chabannes de placer cet événement dans son Chronicon (α), en l'associant directement à deux autres événements plus ou moins contemporains : la profanation romaine de l’image du Christ par des Juifs (allégation antisémite) et l’apparition de Manichéens (dualistes) à Orléans et à Toulouse. Tous ces événements sont précédés de nombreuses perturbations astronomiques et météorologiques, d’épidémies et de disettes ou de morts, et suivis d’une intervention angélique, d’une famine, de nombreux incendies ou d’une invasion vengeresse. Ce regroupement a pour fonction de dévoiler la duplicité des Juifs, des musulmans et des hérétiques - Adémar, « comme nombre de ses contemporains, est persuadé que ces derniers constituent différentes facettes d’une même menace »,.
En 1028, il repart pour Limoges où il se charge de faire la propagande de saint Martial qu'il prétend être apôtre, et non simple confesseur et évêque. Son initiative l'amène à rédiger une Vie de saint Martial (Vita prolixior) en 1028-1029. La ferveur populaire - née de la toute nouvelle dimension prétendument apostolique du saint - incitent les moines du monastère limougeaud à reprendre les textes relatifs à leur patron. L'intervention d'un prieur lombard mit un terme à cette « manipulation » qui visait à terme à officialiser le caractère apostolique du saint.
Il n'hésite pas à mettre ses talents au service des Grands d’Aquitaine, laïcs et ecclésiastiques, qui l'apprécient, et dès 1025-1026, il lui devient possible d’écrire une histoire de la région.Dès lors, Adémar ne se consacre plus qu'à l'érudition, et retourne à son monastère d'origine à Angoulême. Il compose alors diverses poésies dédiées à saint Martial, des sermons, des copies de fables de Phèdre, ... Ses passions sont vastes, mais son admiration pour saint Martial le conduit à des interventions discutables (mais courantes au Moyen Âge) sur les textes.
Il part en pèlerinage à Jérusalem en 1033 et meurt en Terre sainte en 1034.

## Œuvre
Son œuvre, rédigée en latin est assez vaste et a fait l'objet de sa part de plusieurs réécritures. On lui doit notamment :
- une chronique, le Chronicon, rédigée entre 1024 et 1029, et relatant l'histoire de France depuis la prétendue chute de Troie jusqu'à la mort du roi Alphonse V en 1028. La première recension (α) du livre III est partiellement préservée dans un manuscrit autographe conservé à la Bibliothèque nationale de France[10] ;
- deux œuvres hagiographiques consacrées à saint Martial, Commemoratio Abbatum sanctis Martialis (ou Commémoration des abbés de Saint-Martial) et Epistola de Apostolatu sanctis Martialis ;
- des sermons et des copies de fable de Phèdre.

Il composa par ailleurs la Messe Apostolique pour Saint Martial pour la cérémonie donnée à la cathédrale de Limoges le 3 août 1029. Il s'agit de l'œuvre musicale autographe la plus ancienne du monde occidental. Retrouvée récemment, elle a été transcrite pour le New York's Ensemble for Early Music (et enregistrée, sous la direction de Frederick Renz, pour Ex Cathedra Records).

### Œuvres
- Chronique (Chronicon, entre 1024 et 1029), édi. par J. Chavanon, Paris, A. Picard, "Collection des textes pour servir à l'histoire", vol. 20, 1897, LI-234 p.
- Ademari Cabannensis Chronicon, édition Pascale Bourgain et al., Turnhout, Brepols, coll. "Corpus christianorum Continuatio Mediaevalis", 129, 1999, CXVI-392 p.
- Adémar de Chabannes. Chronique, traduction Yves Chauvin et Georges Pon, Turnhout, Brepols, coll. "Miroir du Moyen Âge", 2003, 339 p.
- Chroniques de Saint-Martial de Limoges (Commemoratio Abbatum), publiées d'après les manuscrits originaux par H. Duplès-Agier, Paris, Veuve Renouard, Société de l'histoire de France, 1874, p. 1-27.
- Fables (Fabulae) : Favole, a cura di Ferruccio Bertini e di Paolo Gatti, Genova, Università di Genova, Facoltà di lettere (Pubblicazioni del D.Ar.Fi.Cl.Et. Nuova serie, 118), 1988, 205 p.

### Études
- Jeanne-Marie Boivin, Naissance de la fable en français : l'"Isopet de Lyon" et l'"Isopet I-Avionnet" , Paris, Champion, coll. "Essais sur le Moyen Âge", 33), 2006, 499 p.
- Pascale Bourgain, « Adémar de Chabannes », in Dictionnaire du Moyen Âge, Paris, PUF, 2004 (2e édition), p. 9-10.
- [Bouvier 2023] Yann Bouvier, Microscosmes - L'histoire de France à taille humaine, Paris, First Éditions, 2023, 232 p. (ISBN 978-2-412-07662-0), « Moyen Âge central -Adémar de Chabannes (vers 989-1034) », pp. 25-36
- Franz Brunhölzl, Histoire de la littérature du Moyen Âge. Tome II. De la fin de l’époque carolingienne au milieu du XIe siècle. Traduit de l’allemand par Rochais, H., Louvain-la- Neuve, Brepols, 1996 (Ouvrages de référence pour l’étude de la civilisation médiévale), p. 196-202 et 536-538
- Daniel F. Callahan, « The Problem of the 'Filioque' and the Letter from the Pilgrim Monks of the Mount of Olives to Pope Leo III and Charlemagne: Is the Letter another Forgery by Adémar of Chabannes? », Revue Bénédictine, vol. 102, nos 1–2,‎ 1992, p. 75–134 (lire en ligne)
- Daniel F. Callahan, Medieval Monks and Their World: Ideas and Realities: Studies in Honor of Richard Sullivan, Leiden-Boston, Brill, 2006, 71–80 p. (lire en ligne), « Ademar of Chabannes, Charlemagne and the Pilgrimage to Jerusalem of 1033 »
- Daniel F. Callahan, Jerusalem and the Cross in the Life and Writings of Ademar of Chabannes, Leiden-Boston, Brill, 2016 (lire en ligne)
- Richard Landes, Relics, Apocalypse, and the Deceits of History: Ademar of Chabannes, 989-1034, Cambridge (USA) et London, Harvard University Press, coll. "Harvard Historical Studies", n° 117, 1995, 404 p.
- (en)Wolff, R. L., « How the News was brought from Byzantium to Angoulême ; or, The Pursuit of a Hare in a Ox Cart », in Byzantine and Modern Greek Studies, n° 4, Birmingham, 1979, p. 139-189